# Ruta Nacional 89 (Argentina)
La Ruta Nacional 89 es una carretera argentina pavimentada, que se encuentra en el sur de la Provincia del Chaco y el centro-este de la Provincia de Santiago del Estero. En su recorrido de 348 kilómetros une la Ruta Nacional 16 en la ciudad de Avia Terai y la Ruta Nacional 34 en el caserío de Taboada, que corresponde al recorrido marcado en rojo en el mapa de la derecha.
Tras su paso por Suncho Corral la carretera tiene un tramo de 3 kilómetros con un solo carril pavimentado; a abril de 2014 se halla en ejecución la pavimentación del segundo carril en dicho tramo, la ampliación de la calzada de la ruta 89 entre Estación Taboada y Suncho Corral, concluyen a mediados del 2015, con una variante y un nuevo puente sobre el río Salado. Ese año también se ensancharon las curvas.

## Localidades
Las ciudades y pueblos por los que pasa esta ruta de este a oeste son los siguientes (los pueblos con menos de 5000 hab. figuran en itálica).

### Provincia del Chaco
Recorrido: 136 km (km 175 a 311).

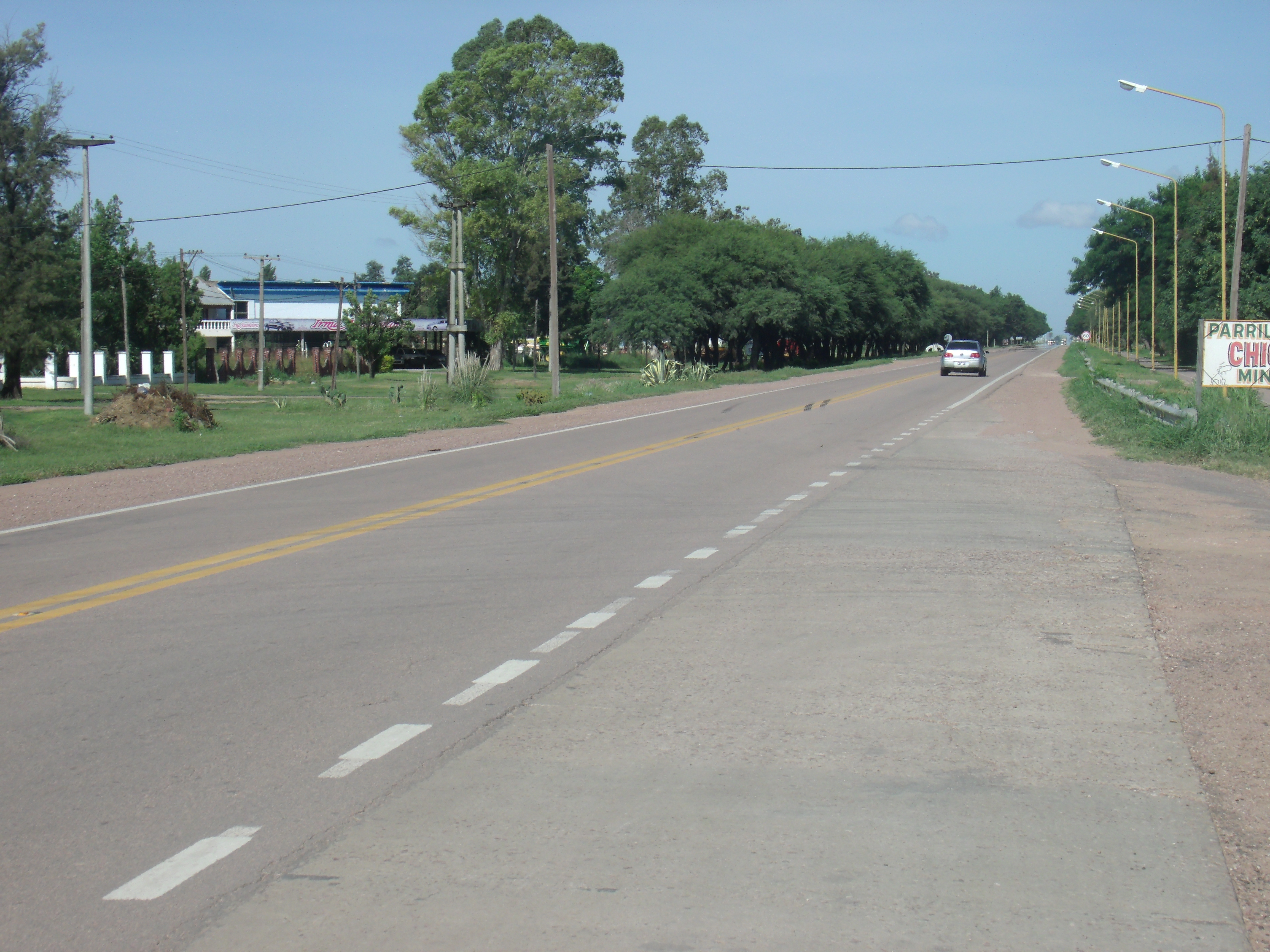
Vista de la Ruta Nacional 89 a su paso por Las Breñas

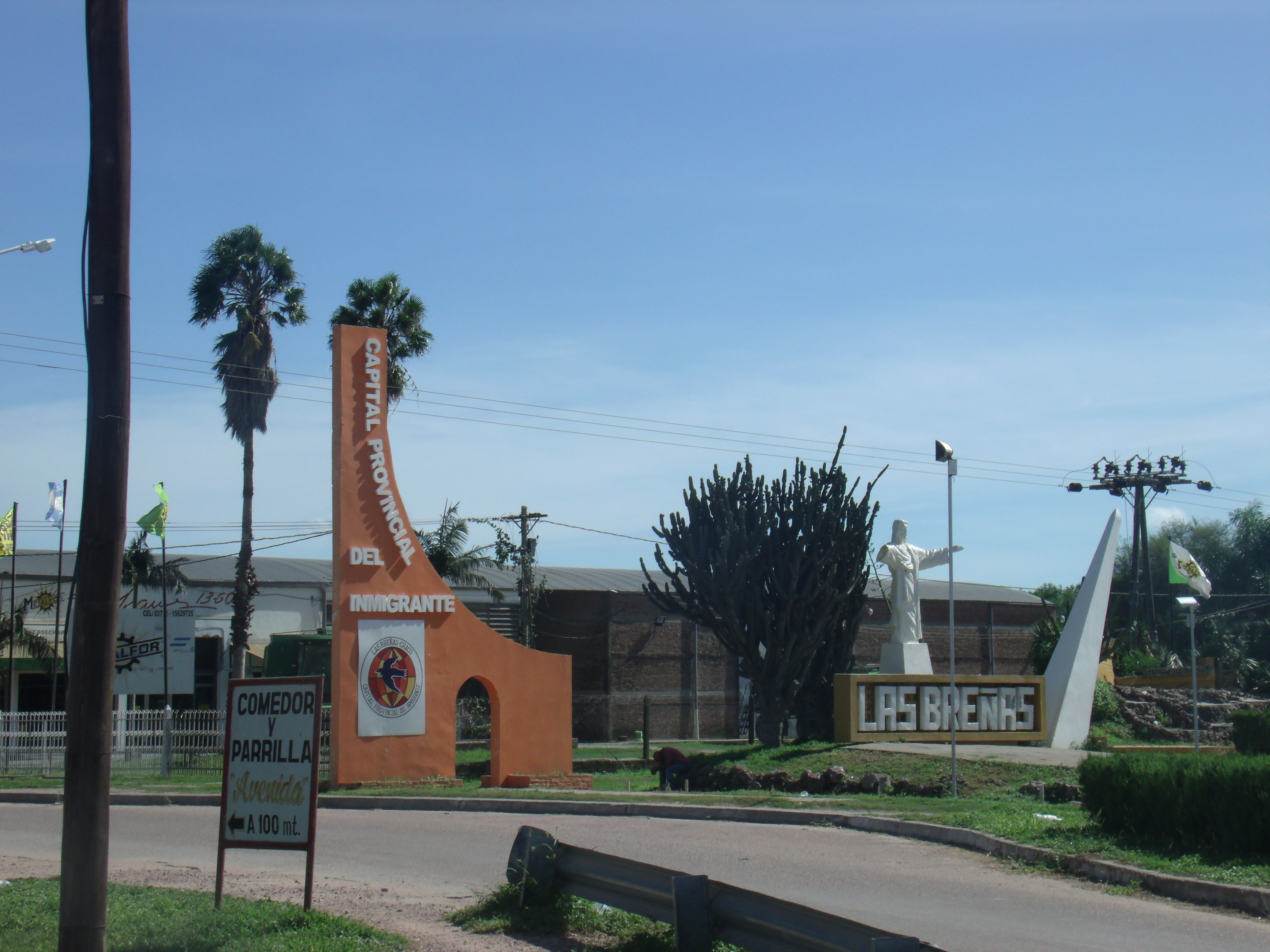
Entrada a Las Breñas desde la Ruta Nacional 89

- Departamento Independencia: Avia Terai (km 175) y Campo Largo (km 191).
- Departamento General Belgrano: Corzuela (km 212).
- Departamento Nueve de Julio: Pozo del Indio (km 220) y Las Breñas (km 230).
- Departamento Chacabuco: Charata (km 248).
- Departamento Doce de Octubre: General Pinedo (km 263) y Gancedo (km 307).

### Provincia de Santiago del Estero
Recorrido: 212 km (km 311 a 523).

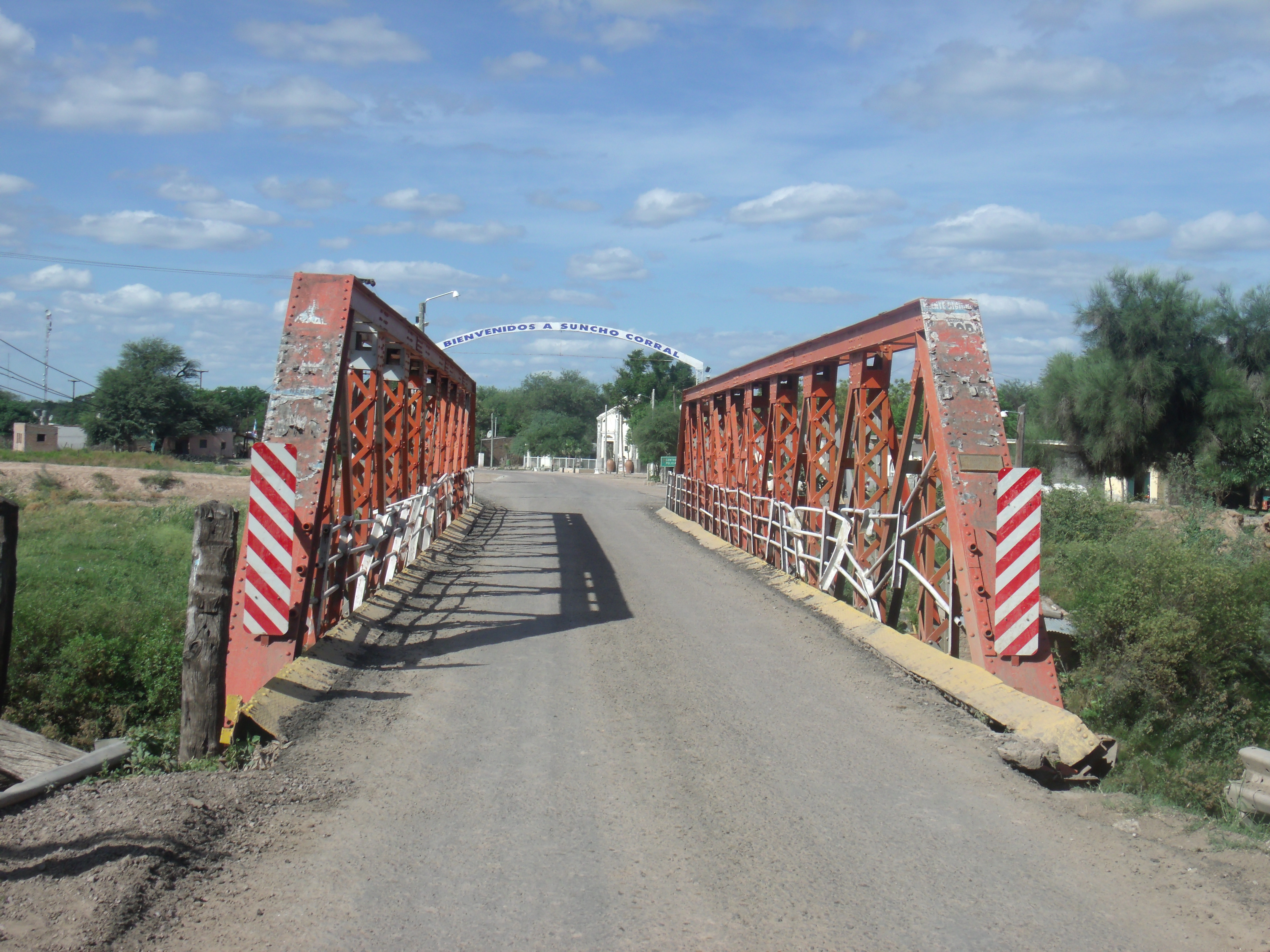
Puente sobre el río Salado en Suncho Corral

- Departamento Moreno: Quimilí (km 383).
- Departamento Juan F. Ibarra: Suncho Corral (km 490-492).
- Departamento Sarmiento: no hay poblaciones.

## Traza antigua
Antiguamente esta ruta llegaba hasta la ciudad de Frías, en el límite con la Provincia de Catamarca. El Decreto Nacional 1595 de 1979 cedió este tramo de 163 km, marcado en azul en el mapa, a la provincia de Santiago del Estero. Actualmente ésta es la Ruta Provincial 6.
El 12 de diciembre de 2005 la Dirección Nacional de Vialidad y su par de la Provincia del Chaco, firmaron el acta de posesión de rutas por el cual se hizo un intercambio de jurisdicción de varias rutas nacionales y provinciales, entre ellas el tramo no pavimentado de la Ruta Nacional 89 que va desde la Ruta Nacional 11 hasta General Pinedo, marcado en verde en el mapa. Actualmente este tramo es la Ruta Provincial 13. A su vez la Ruta Provincial 94 (ex Ruta Nacional 94), de General Pinedo hasta Avia Terai, sobre la Ruta Nacional 16 se incorpora a la Ruta Nacional 89.